# Ludwik Ignacy Riaucour
Ludwik Ignacy Riaucour, także Riaucourt, Ryjokur, Ryokur, Riokur (ur. 21 lutego 1700 w Warszawie, zm. w listopadzie 1777) – polski duchowny katolicki pochodzenia francuskiego, kanonik gnieźnieński i łucki, biskup pomocniczy łucki.
Był synem kupca francuskiego (prawdopodobnie o imieniu Jakub), młodszym bratem Piotra (kupca warszawskiego, bankiera króla Augusta III), stryjem Andrzeja (dyplomaty w służbie saskiej). Pobierał nauki w nowicjacie jezuickim w Lublinie. Studiował w Akademii Krakowskiej, później także w Rzymie; otrzymał tytuł protonotariusza apostolskiego (infułata). Dzięki protekcji Radziwiłłów (powiązanych z rodziną Riaucourów licznymi interesami) został mianowany proboszczem w Białej, otrzymał również prowizję na archidiakonię poznańską, ale tej godności się nie doczekał wobec oporu kapituły i biskupa Jana Tarły. W sierpniu 1732 obronił doktorat obojga praw w Akademii Krakowskiej, a rok później został kanonikiem gnieźnieńskim; dla pozyskania niechętnej sobie kapituły zakupił w Gnieźnie plac, na którym miał wystawić własnym kosztem kurię kanoniczą.
Był, podobnie jak brat Piotr, współpracownikiem ambasadora Francji Montiego; we wrześniu 1733 odbył misję dyplomatyczną do Frankfurtu nad Odrą, gdzie spotkał się z królem Stanisławem Leszczyńskim (przybyli później razem do kraju). Riaucour doradzał m.in. biskupowi Andrzejowi Stanisławowi Załuskiemu (kanclerzowi wielkiemu koronnemu), blisko współpracował z chorążym litewskim Hieronimem Florianem Radziwiłłem. Dzięki protekcji biskupa łuckiego Franciszka Kobielskiego otrzymał godność oficjała brzeskiego litewskiego (około 1746).
Od 1749 łączył probostwo w Białej (przy dworze Hieronima Radziwiłła) z godnością biskupa pomocniczego łuckiego; sakry (ze stolicą tytularną Ptolemais) udzielił mu 1 czerwca 1749 w kościele św. Krzyża w Warszawie biskup płocki Antoni Sebastian Dembowski. Riaucour był także kanonikiem łuckim; z kanonii gnieźnieńskiej zrezygnował w 1772 na rzecz swojego koadiutora Ludwika Mathy'ego. Był ponadto protektorem Akademii Bialskiej. Odbudował własnym kosztem kościół w Waliszewie w powiecie gnieźnieńskim.
W 1764 otrzymał indygenat (wspólnie z bratem) na sejmie koronacyjnym Stanisława Augusta Poniatowskiego. W kadencji 1766/1767 przewodniczył Trybunałowi Koronnemu. Zmarł w połowie listopada 1777.